# Ermita de Nuestra Señora del Soto (La Aldehuela)
La ermita de Nuestra Señora del Soto está situada en La Aldehuela (Provincia de Ávila, España), cuya virgen que goza de gran devoción desde la Edad Media. Fue restaurada a finales del siglo XVII o principios del XVIII. 
Tiene una sola nave y testero plano. Posee un camarín detrás de su retablo, al que se accede por una de las puertas del retablo. Todavía tiene muestras de milagros de la Virgen y exvotos. Su retablo mayor fue realizado en 1762 por Miguel Martínez de la Quintana, uno de los mejores artífices de retablos de Salamanca por aquel tiempo. Se compone de un único cuerpo y un gran ático comunicado con el camarín de la Virgen a través de un vano que tiene una imagen de Nuestra Señora del Soto de piedra tallada a finales del Románico. 
También existe otra talla de madera de la Virgen de que es de la misma época. Esta talla es la que se saca en la procesión. La ermita está situada aproximadamente a media legua (unos 5 kilómetros) del pueblo en dirección a Piedrahíta, a la derecha de la N-110. Según la tradición llevando a la virgen en un carro de bueyes hacia Piedrahíta en una de las rampas reventaron los bueyes y en ese justo lugar se hizo una pequeña ermita a orilla de la carretera que se denominó El Santito.